# 이가거
이가거(李可擧, 李可舉, ? ~ 885년)는 당나라 말기의 군벌로, 876년부터 885년까지 노룡군을 통제하였다.

## 생애

### 가세(家世)
이가거가 언제 태어났는지는 알려진 바 없다. 그의 아버지 이무훈은 원래 위구르 아부스(阿布思) 부족 출신이었다. 당 희종 건부 2년(875년), 당시 노룡군의 대장이었던 이무훈은 반란을 일으켜 당시의 절도사였던 장공소를 타도하고 번진(藩鎭)을 장악하였고, 이후 희종에 의하여 절도사에 공식 임명되었다.
건부 3년(876년) 3월, 이무훈은 질병을 이유로 은퇴를 청원하면서 아들 절도부사(節度副使) 이가거를 자신의 후임으로 추천하였다. 희종은 이무훈의 은퇴를 허락하는 한편 이가거를 유주대도독부(大都督府) 좌(左)사마·노룡군 병마유후(兵馬留後; 절도사 권한대행)에 임명하였고, 2개월 후인 같은해 5월 중에는 전권을 가진 절도사에 공식 임명하였다.

### 절도사로서
중화 연간에는 관직이 검교태위에 이르렀다.

### 죽음
885년, 이가거는 이전충을 보내어 역주를 공격하게 하였다. 이전충은 역주를 점령하였으나, 왕처존이 다시 공격해와서 성을 탈환하였다. 이전충이 도망쳐서 돌아왔으나 이가거가 자신을 벌할 것을 두려워하여 남은 무리들을 모아 역으로 이가거를 공격하였다. 결국 이가거는 상황이 위급해지자 일족을 모아서 누각 위로 올라가 분신 자살하였다.

### 참조주
1. 1 2  유후·조영 외, 《구당서》 권180 열전 제130
2. 1 2  구양수 외, 《신당서》 권212 열전 제137 번진노룡(藩鎭盧龍)
3. 1 2  사마광, 《자치통감》, 권252
4. 1 2  호삼성, 《자치통감음주》, 권252
5. ↑  유후·조영 외, 《구당서》 권19하 본기(本紀) 제19하 희종
6. ↑  구양수 외, 《신당서》 권9 본기(本紀) 제9 中 희종

## 참고 문헌
- 《구당서》 권180 열전 제130

| 전임 이무훈 | 노룡군절도사 877년 ~ 885년 | 후임 이전충 |